# Cynanchum mazzuchii
Cynanchum mazzuchii là một loài thực vật có hoa trong họ La bố ma. Loài này được (Speg.) Liede mô tả khoa học đầu tiên năm 1997.